# رون ريفيرا
رون ريفيرا (بالإنجليزية: Ron Rivera)‏ هو لاعب كرة قدم أمريكية أمريكي، ولد في 7 يناير 1962 في Fort Ord ‏ في الولايات المتحدة.

## وصلات خارجية
- رون ريفيرا على موقع مرجع كرة القدم المحترفة.كوم (الإنجليزية)